# The Sleep Walker
The Sleep Walker est un court métrage américain réalisé par Van Dyke Brooke, sorti en 1911.
Le film raconte les cauchemars d'un homme hospitalisé.

## Distribution
- Maurice Costello
- Hazel Neason : Lucy
- Van Dyke Brooke
- Helen Gardner
- Flora Finch